# Maloy (Iowa)
Pour les articles homonymes, voir Maloy (homonymie).
Maloy est une ville du comté de Ringgold, en Iowa, aux États-Unis. Elle est fondée en 1887 et incorporée le 18 juin 1901.

## Source de la traduction
- (en) Cet article est partiellement ou en totalité issu de l’article de Wikipédia en anglais intitulé « Maloy, Iowa » (voir la liste des auteurs).